# 詹姆斯·布洛林
詹姆斯·布洛林（英語： James Brolin，/ˈbroʊlɪn/，1940年7月18日—）是一名美國演員，製片人和導演。他是演員喬什·布洛林的父親，也是芭芭拉·史翠珊的丈夫。布洛林曾贏得了兩個金球獎和一個艾美獎。他於1998年8月27日在好萊塢星光大道上獲得了一顆星。他以其電視劇角色而聞名，例如醫學博士馬庫斯·韋爾比（1969–1976）的斯蒂芬·基利（Stephen Kiley），《酒店旅館》（1983–1988）的彼得·麥克德莫特（Peter McDermott）和《生活點滴》（2015-2019）的約翰·肖特，以及他的電影角色，例如飾演杰羅姆·韋伯（Jerome K. Weber）在《中士》（1972年），《鑽石宮》（1973）飾演約翰·布萊恩，在《毒品網絡》（2000）飾演拉爾夫·蘭德里。

## 外部連結
- 詹姆斯·布洛林在互联网电影资料库（IMDb）上的資料（英文）
- TCM电影资料库上詹姆斯·布洛林的资料（英文）
- 在AllMovie上詹姆斯·布洛林的頁面（英文）